# British Empire Trophy 1950
Il British Empire Trophy del 1950 è stata una gara extra-campionato di Formula 1 tenutasi il 15 giugno 1950 a Douglas nell'Isola di Man.
La corsa, disputatasi su un totale di 36 giri, è stata vinta dall'inglese Bob Gerard su ERA Tipo B,

## Gara

### Risultati
| Pos | Nr | Pilota                | Vettura                    | Giro | Tempo/Ritiro    |
| --- | -- | --------------------- | -------------------------- | ---- | --------------- |
| 1   | 1  | Bob Gerard            | ERA Tipo B                 | 36   | 1h59:36.8       |
| 2   | 12 | Cuth Harrison         | ERA Tipo B                 | 36   | + 1:32.4        |
| 3   | 5  | Toulo de Graffenried  | Maserati 4CLT/48           | 36   | + 2:48.1        |
| 4   | 15 | Brian Shawe-Taylor    | ERA Tipo B                 | 36   | + 2:58.8        |
| 5   | 3  | David Hampshire       | Maserati 4CLT/48           | 35   | + 1 giro        |
| 6   | 2  | Reg Parnell           | Maserati 4CLT/48           | 35   | + 1 giro        |
| 7   | 7  | Tony Rolt             | Delage 15S8                | 35   | + 1 giro        |
| Rit | 11 | Graham Whitehead      | ERA Tipo B                 | 25   | Ruota persa     |
| Rit | 14 | Colin Murray          | Maserati 4CL               | 19   | Incidente       |
| Rit | 9  | Gordon Watson         | Alta F2                    | 12   | Pistone         |
| Rit | 6  | Prince Bira           | Maserati 4CLT/48           | 2    | Incidente       |
| Rit | 4  | David Murray          | ERA Tipo B                 | 2    | Incidente       |
| Rit | 16 | Joe Kelly             | Maserati 6CM               | 2    | Incidente       |
| NP  | 10 | Peter Walker          | ERA Tipo E                 |      | Incendio        |
| NP  | 8  | John Rowley           | Delage 15S8                |      | Albero a camme  |
| NA  | 17 | Alister Baring        | HWM-Alta                   |      | Auto non pronta |
| NA  | 18 | Bobby Baird           | Tornado-Clemons Duesenburg |      | Auto non pronta |
| NA  | 19 | Archie J. Butterworth | A.J.B.-Steyr               |      | Auto non pronta |